# نايك سولسما
نايك سولسما (بالهولندية: Nick Soolsma)‏ (7 يناير 1988 في هولندا - ) هو لاعب كرة قدم هولندي في مركز الهجوم. لعب مع نادي إكسلسيور ونادي تورونتو ونادي هارلم ونادي جنوب ملبورن وVV Young Boys ‏ وFC Chabab ‏.

## روابط خارجية
- نايك سولسما على موقع الدوري الأمريكي (الإنجليزية)
- نايك سولسما على موقع قاعدة بيانات كرة القدم.إي يو (الإنجليزية)
- نايك سولسما على موقع عالم كرة القدم.نت (الإنجليزية)